# RS-439
Pour les articles homonymes, voir Route 439.
La RS 439 est une route locale des Nord-Ouest et Nord-Est de l'État du Rio Grande do Sul reliant la municipalité de Jaquirana à la RS-110 par le nord et le sud. Elle est longue de 21 km.